# Sony Ericsson C510
索尼爱立信C510是索尼爱立信一款在2009年推出的手提電話，为索尼爱立信在C系列中推出的鏡頭滑盖手机。

## 主要規格

### 數位功能
- 相機功能：320 萬像素 CMOS 感光元件（2048x1536）
- LED補光燈/對焦輔助燈
- 數位變焦：4X 數碼變焦、自動對焦、圖片編輯器、人脸追踪、微笑快門
- 無限時影片拍攝
- 影片播放：MPEG4、3GPP、H.263、H.264、WMV、RealMedia
- 音樂播放：MP3、AAC、AAC+、eAAC+、MIDI、AMR、WAV、WMA、M4A、RealAudio
- 影音補充資料：Mega Bass 音樂播放、音樂編輯器／MIDI（音樂DJ）功能
- 記憶體：160 MB
- 記憶卡插槽：M2卡（可擴充記憶至8GB）
- 內置FM收音機

### 傳輸功能
- 藍芽、USB傳輸
- 上網功能：GPRS Class 10（WAP 2.0）、EDGE、WCDMA、HSDPA
- 多媒體訊息：MMS、EMS、SMS
- Email收發：支援IMAP4、Exchange Push Mail、POP3、SMTP協定

### GPS功能
- 支持AGPS